# Love Elva... Remix & More
Albums de Elva Hsiao
Fifth Avenue
(2003) 1087
(2006)
Love Elva... Remix & More est le 1eralbum remix de Elva Hsiao, sorti sous le label Virgin Records le 8 décembre 2006 à Taïwan. Il sort en format 2CD+DVD.

## Liste des titres
| 1.  | Ai De Zhu Da Ge (愛的主打歌; Love's Theme Song)             | 4:45 |
| 2.  | Xing Fu De De Tu (wu qu'ban) (幸福的地圖; Map of Happiness) | 4:41 |
| 3.  | Kai Shi Ai (開始愛; Start Love)                             | 3:09 |
| 4.  | Ming Tian (明天; Tomorrow)                                  | 4:29 |
| 5.  | Let It Go                                                   | 4:01 |
| 6.  | Ai shang Ai (愛上愛)                                        | 4:02 |
| 7.  | Ai Qing Tong Guan Mi Yu (愛情通關密語; Love Password)       | 4:22 |
| 8.  | Cappuccino                                                  | 3:39 |
| 9.  | Shuai La Shuai La (甩啦甩啦; Dump It Dump It)               | 3:49 |
| 10. | Yuan Shi (原始)                                             | 3:10 |
| 11. | Yin Wei Ai (因為你)                                         | 4:17 |
| 12. | Wo Jiu Shi Wo (我就是我) (remix version)                    | 4:11 |
| 13. | Yi Ge Ren De Jing Cai (一個人的精彩; A Person's Excellence) | 3:07 |
| 14. | And I Know (remix version)                                  | 3:42 |
| 15. | Wei Lai (未來; Future)                                      | 4:06 |
| 16. | LOVE ELVA (megamix)                                         | 6:30 |

| 1.  | Zui Shou Xi De Mo Sheng Ren (最熟悉的陌生人) (luxy remix)   | 4:45 |
| 2.  | Qiang Wei (薔薇)                                            | 5:28 |
| 3.  | Wen (吻)                                                    | 3:55 |
| 4.  | Tahe Ta De Gu Shi (他和她的故事)                            | 4:16 |
| 5.  | Chuang Wai Di Tian Qi (窗外的天氣)                          | 4:31 |
| 6.  | Jin Xing Shi (進行式)                                       | 4:20 |
| 7.  | U Make Me Wanna                                             | 4:24 |
| 8.  | Yi Bei Zi Ni Di Nv Hai (一輩子你的女孩)                     | 4:31 |
| 9.  | Xia Yi Ci Lian Ai (下一次戀愛)                              | 5:07 |
| 10. | Lai Zi Di Wu Da Dao De Ming Xin Pian (來自第五大道的明信片) | 3:53 |
| 11. | Mi Mi (秘密)                                                | 4:02 |
| 12. | Mei You Ren (沒有人)                                        | 4:30 |
| 13. | Wo Ai Ni Na Mo Duo (我愛你那麼多)                           | 3:39 |
| 14. | Cha Qu'(插曲)                                               | 4:49 |
| 15. | Wen Zi Ji (問自己)                                          | 4:32 |
| 16. | Zui Shou Xi De Mo Sheng Ren (最熟悉的陌生人)                | 4:19 |

| 1.  | Zui Shou Xi De Mo Sheng Ren (最熟悉的陌生人)                | 4:19 |
| 2.  | Cappuccino                                                  | 3:40 |
| 3.  | Mei You Ren (沒有人)                                        | 4:40 |
| 4.  | Tahe Ta De Gu Shi (他和她的故事)                            | 4:11 |
| 5.  | Yi Ge Ren De Jing Cai (一個人的精彩; A Person's Excellence) | 3:23 |
| 6.  | Chuang Wai Di Tian Qi (窗外的天氣)                          | 4:34 |
| 7.  | Qiang Wei (薔薇)                                            | 5:34 |
| 8.  | Mei Li De Cha Qu'(美麗的插曲)                               | 4:27 |
| 9.  | Ming Tian (明天; Tomorrow)                                  | 4:30 |
| 10. | Wo Ai Ni Na Mo Duo (我愛你那麼多)                           | 3:50 |
| 11. | Xia Yi Ci Lian Ai (下一次戀愛)                              | 5:20 |
| 12. | Jin Xing Shi (進行式)                                       | 4:19 |
| 13. | Kai Shi Ai (開始愛; Start Love)                             | 3:08 |
| 14. | Wen (吻)                                                    | 3:53 |
| 15. | Shuai La Shuai La (甩啦甩啦; Dump It Dump It)               | 3:43 |